# Шихабыловское сельское поселение
Шихабыловское се́льское поселе́ние (чув. Аслă Пинер ял тăрăхĕ) — муниципальное образование в составе Урмарского района Чувашской Республики.
В Шихабыловское сельское поселение входит 4 населённых пункта. Население — 1538 человек.

## Организации
- Основная общеобразовательная школа
- Фельдшерско-акушерский пункт
- ЦСДК
- 2 сельские библиотеки
- 2 магазина Урмарского райпо
- ПСХП «Вознесенское»
- Отделение связи
- 3 сельских клуба
- Филиал Шихабыловской ООШ
- ЗАО «Кинчерское»
- МП «Средний Аниш»

## Населённые пункты
На территории поселения находятся следующие населённые пункты:
| Название        | Тип населённого пункта                | Население |
| --------------- | ------------------------------------- | --------- |
| Шихабылово      | деревня, центр сельской администрации | 839       |
| Вознесенское    | Село                                  | 220       |
| Сине-Кинчеры    | Деревня                               | 181       |
| Старое Янситово | Деревня                               | 298       |